# 도미니언 보팅 시스템
도미니언 보팅 시스템즈 코퍼레이션은 캐나다와 미국에서 투표 기계와 집계기를 포함한 전자투표 하드웨어 및 소프트웨어를 생산하고 판매하는 북아메리카 회사이다. 이 회사의 본사는 설립지인 온타리오주 토론토와 콜로라도주 덴버에 있다. 미국, 캐나다, 세르비아 사무실에서 소프트웨어를 개발한다. 도미니언은 유권자가 전자적으로 투표할 수 있는 전자투표 기계와 종이 투표용지를 집계하는 데 사용되는 광학 스캔 장치를 생산한다. 도미니언의 투표 기계는 전 세계, 주로 캐나다와 미국에서 사용되고 있다. 도미니언 시스템은 캐나다의 주요 정당 대표 선거 및 전국 지방 선거에 사용된다.
도미니언 제품은 최근 몇 년간 미국에서 사용이 증가하고 있다. 2020년 미국 대통령 선거에서는 도미니언이 제조한 장비가 위스콘신주와 조지아주의 스윙 스테이트를 포함한 28개 주에서 표를 처리하는 데 사용되었다. 이 회사는 재선에 실패한 도널드 트럼프와 그의 여러 대리인들이 도미니언이 트럼프에게서 선거를 훔치고 트럼프에게 던져진 수백만 표를 바이든에게 옮기기 위해 투표 기계를 사용했다고 거짓으로 주장하며 음모론을 퍼뜨린 후 선거에서 광범위한 주목을 받았다. 이러한 주장을 뒷받침하는 증거는 없었으며, 선거 기술 전문가, 정부 및 투표 산업 관계자, 사이버보안 및 인프라 보안국 (CISA)을 포함한 여러 그룹에서 이 주장을 반박했다. 이러한 음모론은 2020년 조지아 대통령 선거와 2020년 위스콘신 미국 대통령 선거에서 2020년 대통령 선거의 투표용지 수동 재검표를 통해 추가적으로 신뢰를 잃었다. 이들 주에서의 수동 재검표 결과 도미니언 투표 기계가 표를 정확하게 집계했으며, 초기 집계의 오류는 인간의 실수로 인한 것이었고, 조 바이든이 이 두 스윙 스테이트에서 트럼프를 이긴 것으로 밝혀졌다.
2020년 12월과 2021년 1월에 폭스 뉴스, 폭스 비즈니스, 뉴스맥스, 아메리칸 싱커는 도미니언과 스마트매틱 중 한 회사 또는 양쪽 회사 모두로부터 명예훼손 소송을 제기하겠다는 위협을 받은 후 이들 회사에 대해 보도했던 주장을 철회했다. 2021년 1월, 도미니언은 전 트럼프 캠페인 변호사 시드니 파월과 루돌프 줄리아니를 상대로 각각 13억 달러의 손해배상을 청구하는 명예훼손 소송을 제기했다. 도미니언이 파월을 상대로 소송을 제기한 후, 원 아메리카 뉴스 네트워크 (OANN)는 공개적인 철회 없이 웹사이트에서 도미니언과 스마트매틱에 대한 모든 언급을 삭제했다. 그 후 몇 달 동안 도미니언은 폭스 뉴스, 뉴스맥스, OANN, 전 Overstock.com CEO 패트릭 M. 번 각각으로부터 16억 달러의 손해배상을 청구하는 소송을 제기했으며, 또한 마이크 린델과 그의 기업인 마이필로우를 고소했다. 피고인들의 소송 기각 신청에도 불구하고, 판사들은 폭스 뉴스, 린델, 마이필로우에 대한 사건이 진행될 수 있다고 판결했다. 폭스 뉴스는 2023년 4월 재판 직전 도미니언 보팅 시스템즈와의 소송에서 7억 8,750만 달러에 합의했다. 한 달 뒤, 도미니언 CEO 존 풀로스는 타임 잡지에 회사가 고객을 잃을 것으로 예상하며 사업을 계속하기 어려울 것이라고 말했다.

## 회사

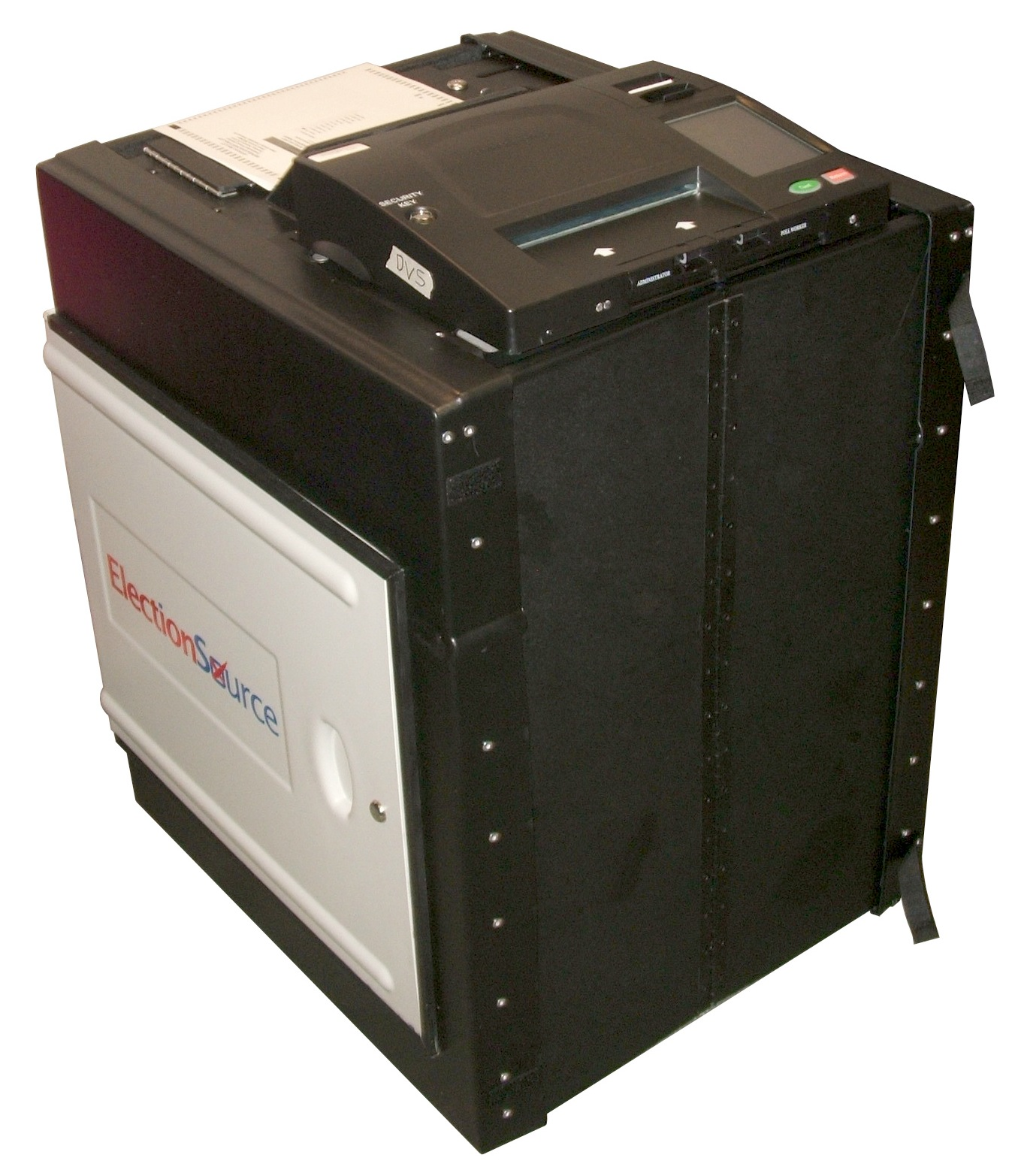
선거 소스가 만든 접이식 투표함에 장착된 도미니언 이미지캐스트 투표소 계수 광학 스캔 투표 기계.

도미니언 보팅 시스템즈 코퍼레이션은 2002년 존 풀로스와 제임스 후버가 온타리오주 토론토에서 설립했으며, 2003년 1월 14일에 법인으로 설립되었다. 회사는 자체적으로 독점 소프트웨어를 개발하고, 미국과 캐나다에서 투표 기계 및 집계기를 포함한 전자투표 하드웨어 및 소프트웨어를 판매하며, 세르비아 사무실에 개발팀을 두고 있다. 회사는 토론토와 콜로라도주 덴버에 본사를 두고 있다. 회사 이름은 Dominion Elections Act에서 유래했다.

### 인수
2010년 5월, 도미니언은 Election Systems & Software (ES&S)로부터 Premier Election Solutions (이전 Diebold Election Systems, Inc.)를 인수했다. ES&S는 다이볼드로부터 프리미어를 막 인수했으며, 미국 법무부의 반독점 문제로 인해 프리미어를 매각해야 했다. 2010년 6월, 도미니언은 Sequoia Voting Systems를 인수했다.
2018년 도미니언은 경영진과 사모펀드 회사인 Staple Street Capital에 인수되었다.

### 임원
도미니언의 사장 겸 CEO인 풀로스는 토론토 대학교에서 전기공학 학사를, INSEAD에서 MBA를 취득했다. 부사장 후버는 앨버타 대학교에서 기계공학 석사를 취득했다.

## 장비
도미니언 보팅 시스템즈(DVS)는 미국과 캐나다에서 투표 기계와 집계기를 포함한 전자투표 시스템 하드웨어 및 소프트웨어를 판매한다. 이 장비에는 DVS ImageCast Evolution (ICE), ImageCast X (ICX), ImageCast Central (ICC)이 포함된다.
ImageCast Evolution은 투표소에서 사용하도록 설계된 광학 스캔 집계기로, 표시된 종이 투표용지를 스캔하고 집계한다. ICE는 또한 유권자 장애인을 위해 부착된 접근성 장치를 사용하여 투표용지를 표시하여 모든 유권자가 동일한 기계에서 종이 투표용지로 투표할 수 있도록 한다. 표시된 종이 투표용지가 삽입되면, 집계기 화면은 투표용지가 성공적으로 입력되었는지 여부를 나타내는 메시지를 표시한다. 거부 원인에는 빈 투표용지, 과다 투표용지, 불분명한 표시가 포함된다. 투표가 마감된 후, 각 ICE 집계기의 암호화된 메모리 카드에서 결과를 중앙 시스템으로 전송하고 업로드하여 결과를 집계하고 보고할 수 있다.
ImageCast X는 유권자가 다양한 방법으로 선택을 입력할 수 있도록 하는 접근성 투표용지 표시 장치로 설명된다. 투표소 직원이 제공하는 활성화 카드가 필요하다. 이 기계는 미국 법무부에서 요구하는 최대 10개 언어의 오디오 기능을 갖추고 있으며, 시각적 작동을 위한 19인치 풀 컬러 화면, 오디오 및 시각적 표시 인터페이스, 오디오 촉각 인터페이스(ATI)를 포함한다. ATI는 헤드폰과 연결되어 ICE에 직접 연결되는 휴대용 컨트롤러이다. 투표 과정에서 기계는 공식 투표 기록으로 사용되는 표시된 종이 투표용지를 생성한다. 디스플레이는 세션 종료 시 자동으로 재설정되는 대비 및 확대/축소 기능으로 조정할 수 있다. ATI 장치는 촉각 기능이 있는 돌출 키를 가지고 있으며, 헤드폰 잭과 T-코일 커플링을 포함하며, 간섭에 대해 T4 등급을 받았다. 이 장치는 가벼운 압력 스위치를 사용하며, 일반적으로 흡입-배출 또는 한 쌍의 패들로 알려진 공압 스위치를 장착할 수 있다.
ImageCast Central은 중앙 집계 위치에서 상용 기성품인 캐논 DR-X10C 또는 캐논 DR-G1130 스캐너를 사용하여 우편 투표용지와 임시 투표용지, 복사해야 하는 투표용지, 다중 투표구 ICE 집계기에 스캔된 투표용지 등 투표 후 투표용지를 스캔한다. 결과는 서버에 있는 폴더에 저장되어 판독 클라이언트 소프트웨어에서 접근할 수 있다.

## 소프트웨어
DVS 투표 기계는 선거 관리 시스템, 판독 클라이언트, 모바일 투표용지 인쇄를 포함한 독점 소프트웨어 애플리케이션 제품군을 사용하여 작동한다. 이 소프트웨어는 유권자가 한 명 이상의 후보에게 여러 표를 행사할 수 있는 누적투표제와 유권자가 선택 순서대로 후보자를 순위를 매기고 후보가 제거될 때 시스템이 표를 이동시키는 선호투표제를 포함한 다양한 설정을 허용한다.
선거 관리 시스템(EMS)은 투표용지 레이아웃, 투표 장비용 미디어 프로그래밍, 오디오 파일 생성, 결과 데이터 가져오기, 결과 누적 및 보고를 포함한 투표 전후 활동을 처리하는 일련의 응용 프로그램을 포함한다.
판독 클라이언트는 관리 및 투표용지 검사 역할을 하는 소프트웨어 애플리케이션이다. 이 애플리케이션은 관할 지역에서 일반적으로 거부되거나, 빈 투표용지, 수기 기입, 과다 투표, 미미한 표시, 미달 투표와 같은 예외적인 조건으로 인해 다시 만들거나 수기로 집계해야 하는 투표용지 문제를 화면에서 해결할 수 있도록 한다. 이 애플리케이션은 사용자 계정, 예외 사유, 배치 관리 및 보고서 생성을 구성하며, 일부 관할 지역에서는 관리자가 서버에서 직접 수행해야 한다. 투표용지 검사를 통해 사용자는 예외적인 조건이 있는 투표용지를 검토하고 주 법률에 따라 투표용지를 수락하거나 해결할 수 있다. 판독된 각 투표용지에는 변경을 수행한 투표소 직원의 사용자 이름이 표시된다.
모바일 투표용지 인쇄는 EMS와 함께 작동하며, 색조 및 워터마크를 포함한 인쇄 가능한 투표용지 이미지를 .pdf 형식으로 생성한다. 이미지는 랩톱으로 내보내진 다음 빈 종이에 인쇄되어 투표 기록으로 제공된다. 구성 및 설정이 완료된 후, 랩톱에는 지리정치적 정보만 포함되며 유권자 데이터는 포함되지 않는다. 시스템은 또한 인쇄된 투표용지 총 수 및 투표용지 스타일을 포함한 엑셀, 워드 및 .pdf 형식의 보고서를 생성한다.

## 운영

### 미국
도미니언은 미국에서 두 번째로 큰 투표기 판매업체이다. 2016년에는 1,600개 관할 구역에서 7천만 명의 유권자에게 서비스를 제공했다. 2019년, 조지아주는 2020년부터 새로운 주 전체 투표 시스템을 제공하기 위해 도미니언 보팅 시스템즈를 선정했다.
총 28개 주가 2020년 미국 대통령 선거에서 도미니언 투표 기계를 사용하여 투표를 집계했으며, 대부분의 스윙 스테이트도 포함된다. 도미니언의 이러한 역할로 인해 당시 도널드 트럼프 대통령의 지지자들은 선거에서 조 바이든에게 패배한 후 회사의 투표 기계에 대한 음모론을 퍼뜨렸다.
도미니언은 푸에르토리코에서도 사용되었지만, 2024년 푸에르토리코 주 선거 위원회는 수백 건의 투표 총계 불일치가 발견된 후 도미니언과의 계약을 종료하는 것을 고려하고 있다고 밝혔다.
텍사스주에서는 텍사스주 국무장관실이 도미니언의 세 가지 제품(Assure 1.3, Democracy Suite 5.5, Democracy Suite 5.5-A)이 주내 어떤 관할 구역에서도 사용되는 것을 거부했다.

### 캐나다
캐나다에서는 도미니언의 시스템이 전국적으로 배치된다. 현재 도미니언은 온타리오주와 뉴브런즈윅주를 포함한 주 선거를 위해 광학 스캔 종이 투표용지 집계 시스템을 제공한다. 도미니언은 또한 캐나다 자유당, 캐나다 보수당, 온타리오 진보 보수당을 포함한 캐나다 주요 정당 대표 선거를 위한 투표용지 집계 및 투표 시스템을 제공한다.
온타리오주는 2006년 온타리오 지방 선거에서 일부 지방 자치 단체에서 도미니언의 집계 기계를 처음으로 사용한 캐나다 주였다. 뉴브런즈윅주는 2014년 주 선거에서 도미니언의 763대 집계 기계를 사용했다. 선거 후 집계기 보고에 일부 문제가 있었고, 오후 10시 45분 뉴브런즈윅 선거관리위원회는 17개 선거구가 아직 미발표 상태에서 결과 보고 집계를 공식적으로 중단했다. 진보 보수당과 뉴브런즈윅 인민 동맹은 모든 투표용지의 수동 집계를 요구했다. 49개 선거구 중 7개 선거구에서 재검표가 실시되었고, 각 선거구 후보자당 1~3표의 차이로 결과가 유지되었다. 이 결과 보고 지연은 도미니언과 관련 없는 상용 소프트웨어 애플리케이션으로 인해 발생했다.
2018년 6월, 온타리오주 선거관리위원회는 2018년 온타리오 주 선거에서 도미니언의 집계 기계를 사용했으며, 투표소의 50%에 배치했다.
도미니언의 아키텍처는 2018년 10월 22일 2018년 온타리오 지방 선거에서도 특히 온라인 투표에 널리 사용되었다. 그러나 51개 주 지방 자치 단체에서 저녁 초에 투표 트래픽이 엄청나게 증가하여 회사 코로케이션 센터 제공업체가 무단으로 대역폭 제한을 가하여 많은 유권자가 최고 투표 시간에 투표할 수 없게 되면서 선거에 영향을 미쳤다. 영향을 받은 지방 자치 단체들은 이 오류를 보상하기 위해 투표 시간을 연장했으며, 가장 크게 영향을 받은 도시인 그레이터 서드베리는 투표를 24시간 동안 연장하고 10월 23일 저녁까지 선거 결과를 발표하지 않았다.

## 2020년 미국 대통령 선거
2020년 미국 대통령 선거 이후 도널드 트럼프, 그의 변호인들, 그리고 다른 우익 인사들은 도미니언 보팅 시스템즈가 조작되어 트럼프에게 돌아갈 수백만 표가 삭제되거나 조 바이든에게 넘어갔다는 극우 QAnon 음모론 지지자들의 근거 없는 소문을 퍼뜨렸다. 선거 후 며칠 만에 트럼프 캠페인은 도미니언에 대한 여러 의혹에 대한 내부 메모를 준비했고, 그들이 근거 없음을 발견했다. 트럼프는 계속해서 주장을 펼쳤으며, 선거 감시 단체인 에디슨 리서치 보고서를 인용했다고 주장하는 친 트럼프 언론 매체인 OANN을 언급했다. 에디슨 리서치는 그러한 보고서를 작성하지 않았으며, "어떠한 유권자 사기 증거도 없다"고 말했다.
트럼프와 다른 이들은 또한 도미니언이 클린턴가 또는 다른 민주당원들과 밀접한 관계를 가지고 있다는 근거 없는 주장을 했다. 이러한 주장에는 어떠한 증거도 없으며, 선거 기술 전문가, 정부 및 투표 산업 관계자, CISA를 포함한 여러 그룹에서 이 주장을 반박했다. 2020년 11월 12일, CISA는 "어떤 투표 시스템도 표를 삭제하거나 잃어버리거나, 표를 변경하거나, 어떤 식으로든 손상되었다는 증거는 없다"는 성명을 발표했다. 이 성명은 미국 주 선거 관리자 협회 및 미국 국무 장관 협회 회장을 포함한 여러 정부 및 투표 산업 관계자가 서명했다.
트럼프의 개인 변호사 루돌프 줄리아니는 도미니언이 경쟁 업체인 스마트매틱이 개발한 소프트웨어를 사용했으며, 스마트매틱이 도미니언을 소유하고 있고 전 사회주의 베네수엘라 지도자 우고 차베스에 의해 설립되었다는 등 도미니언에 대한 몇 가지 허위 주장을 했다. 줄리아니는 또한 도미니언 투표 기계가 투표 데이터를 해외 위치의 스마트매틱으로 보냈으며, 안티파와 연관된 "급진 좌파" 회사라고 허위 주장을 했다. 도미니언과 스마트매틱 간의 연결에 대한 이러한 비난은 보수적인 텔레비전 채널에서 제기되었고, 스마트매틱은 이들에게 철회를 요구하고 법적 조치를 위협하는 서한을 보냈다. 폭스 뉴스 진행자 루 도브스는 자신의 프로그램에서 이 비난에 대해 노골적으로 말했지만, 12월 18일 그의 프로그램은 이 비난을 반박하는 비디오 세그먼트를 방영했다. 폭스 뉴스 진행자 지닌 피로와 마리아 바티로모도 이 비난에 대해 노골적으로 말했으며, 두 프로그램 모두 다음 이틀 동안 동일한 비디오 세그먼트를 방영했다. 스마트매틱은 또한 회사와 도미니언에 대한 근거 없는 음모론 주장을 홍보했던 뉴스맥스에게도 철회를 요구했고, 12월 21일 뉴스맥스 진행자는 네트워크가 회사들이 관계를 맺었다는 증거가 없음을 인정하며 "도미니언이나 스마트매틱이 2020년 선거에서 표를 조작하는 소프트웨어를 사용하거나 재프로그램했다는 증거는 제시되지 않았다"고 덧붙였다. 진행자는 또한 스마트매틱이 어떤 외국 법인에 소유되지 않았으며, 주장되었던 대로 조지 소로스와도 연결되지 않았음을 인정했다. 도미니언은 전 트럼프 변호사 시드니 파월에게 유사한 서한을 보내 그녀의 주장을 철회하고 모든 관련 기록을 보존할 것을 요구했으며, 트럼프 법률팀은 수십 명의 직원에게 향후 소송에 대비하여 모든 문서를 보존하도록 지시했다.
관련된 날조된 주장으로, 과거 의심스러운 주장을 해왔던 소프트웨어 디자이너 데니스 L. 몽고메리는 정부 슈퍼컴퓨터 프로그램이 투표 기계에서 트럼프 표를 바이든에게 바꾸는 데 사용되었다고 주장했다. 트럼프 변호사 시드니 파월은 선거 이틀 후 루 도브스의 폭스 비즈니스 프로그램에서, 그리고 이틀 후 마리아 바티로모의 프로그램에서 "정확히 그렇게 되었다는 증거가 있다"고 주장하며 이 주장을 홍보했다. 사이버보안 및 인프라 보안국 국장 크리스토퍼 C. 크렙스는 이 주장을 "헛소리"이자 "날조"라고 특징지었다. 크렙스의 분석이 "매우 부정확하며, 대규모 부정과 사기가 있었다"고 주장하며, 트럼프는 며칠 후 트윗으로 그를 해고했다.
파월은 또한 전 베네수엘라 군 관계자로부터 서약서를 받았다고 주장했으며, 그 중 일부를 이름이나 서명 없이 트위터에 게시했다. 이 서약서는 도미니언 투표 기계가 유권자가 선택한 내용을 보여주는 종이 투표용지를 인쇄하지만, 기계 내부에서 투표를 변경할 것이라고 주장했다. 이 주장에 대해 한 소식통은 ICE 기계에 대해 언급하면서 이것이 잘못되었으며, 도미니언 투표 기계는 유권자가 인쇄된 투표용지를 집계용 상자에 넣는 "투표용지 표시 장치" 시스템일 뿐이라고 반박했다.
도미니언에 대한 허위 정보 캠페인으로 인해 직원들은 스토킹, 괴롭힘, 그리고 사망 위협을 받게 되었다. QAnon 음모론의 주요 지지자인 론 왓킨스는 12월 초 트위터에 도미니언 직원이 기계를 사용하는 동영상을 게시하며, 그 직원이 선거 결과를 조작하는 모습이라고 거짓으로 주장했다. 이로 인해 이 직원은 사망 위협을 받았고, 그의 집 밖에는 올가미가 걸려 있는 것이 발견되었다. 도미니언의 제품 전략 및 보안 책임자 에릭 쿠머는 자신과 가족의 안전에 대한 두려움 때문에 선거 직후 잠적했다. 그는 자신의 개인 주소와 부모님, 형제자매, 심지어 전 여자친구의 주소까지 온라인에 게시되었다고 말했다. 도미니언은 소송 중 하나에서 이로 인해 보안에 56만 5천 달러를 지출했다고 설명했다.
선거 중 회사 시스템의 신뢰성에 대한 의문이 제기된 후, 오픈 소스 선거 기술 연구소의 선거 기술 전문가 에드워드 페레즈는 "도미니언과 의심스러운 투표 기술에 대해 주장되는 많은 주장은 기껏해야 잘못된 정보이며, 많은 경우 완전히 허위 정보이다"라고 말했다.
2021년 독일 연방의회 선거 동안, 감시, 분석 및 전략 센터는 도미니언이 유권자 사기에 가담했다는 비난이 텔레그램의 독일 극우파 사용자들 사이에서 흔했지만, 회사의 기술은 독일 선거에서 사용되지 않았다는 것을 발견했다.
2022년 9월, 펜실베이니아주 풀턴군 관계자들은 도미니언을 상대로 소송을 제기했다. 제3자 컴퓨터 포렌식 전문가가 자사 투표 기계 중 하나에서 파이썬 스크립트 감염을 발견했으며, 그 기계가 캐나다에 있는 외부 시스템에 연결되었다는 증거가 있다는 주장이었다. 풀턴군의 소송은 2023년 9월에 기각되었다.

### 명예훼손 소송
뉴스맥스 소송은 2024년 9월 말에 재판이 예정되어 있었다. 델라웨어 고등법원 판사 에릭 데이비스는 2025년 4월 9일, 뉴스맥스가 2020년 대통령 선거와 관련된 허위 및 명예훼손성 진술을 게시한 것에 대해 책임이 있다고 판결했지만, 뉴스맥스가 손해배상에 대한 책임이 있는지 여부는 여전히 배심원단이 결정해야 한다. 데이비스의 결정은 도미니언에게 부분적인 승리였고, 회사가 실질적 악의를 입증해야 하지만, 뉴스맥스의 주가는 이 결정 이후 10% 하락했다.

#### 쿠머 소송
2020년 12월 22일, 도미니언의 제품 전략 및 보안 책임자 에릭 쿠머(사망 위협으로 인해 숨어 지내야 했다)를 대리하는 변호사들이 콜로라도주에서 그의 명예훼손 소송을 제기했다. 제출된 서류는 그에 대한 "허위적이고 근거 없는" 주장이 "쿠머 박사의 명성, 직업적 지위, 안전 및 사생활에 엄청난 피해를 입혔다"고 명시했다. 소송에 언급된 사람들은 트럼프 선거 캠페인, 루돌프 줄리아니, 시드니 파월, 보수 논평가 미셸 말킨, 콜로라도 사업가이자 활동가 조셉 올트만이었다. 또한, 보수 언론 매체 OANN, 뉴스맥스, 더 게이트웨이 펀딧도 언급되었다. 쿠머는 이들이 자신을 "배신자"로 묘사했으며, 그 결과 "여러 차례 신뢰할 수 있는 사망 위협"을 받았다고 주장했다. 쿠머는 또한 올트만이 팟캐스트에서 쿠머가 2020년 9월 안티파 회원들과의 전화 회의에 참여했으며, 그 회의에서 "선거 걱정 마. 트럼프는 이기지 못할 거야. 내가 확실히 그렇게 만들었으니까. 하하하하."라고 말했다고 허위로 주장했다고 밝혔다. 2021년 4월, 뉴스맥스는 자사 웹사이트에 철회 및 사과문을 게시하며, 쿠머에 대한 주장을 뒷받침할 "증거를 찾지 못했다"고 밝혔다. 쿠머가 그렇게 말하는 녹음이 있다고 주장했던 파월은 2021년 7월 증언에서 그러한 녹음은 존재하지 않는다고 인정했다. 도미니언 자체는 소송 당사자가 아니었지만, "시드니 파월과 많은 다른 사람들, 심지어 일부 언론사까지 터무니없는 음모론을 유포하며 수많은 사람들의 명예를 훼손했다"는 성명을 발표했다.
2021년 10월 7일, CNN은 법원에 제출된 2,000페이지 이상의 문서를 검토한 결과, 줄리아니가 법정 증언에서 쿠머에 대한 주장을 검토하는 데 한 시간도 채 걸리지 않았으며, 2020년 11월 19일 기자회견에서 쿠머를 "악랄하고, 악랄한 사람"이자 "안티파와 가깝다"고 부르며 "완전히 뒤틀렸고, 그가 이 선거를 조작할 것이라고 구체적으로 말한다"고 공개하기 전에 사실 확인을 할 "시간이 없었다"고 진술했음을 발견했다고 보도했다. 파월은 쿠머 변호사들에게 그녀가 supposed election conspiracy에서 "쿠머 씨가 개인적으로 무엇을 했는지에 대해 많은 구체적인 지식이 없었다"고 인정했다. 그녀는 또한 쿠머 변호사들에게 그녀의 주장이 "쿠머 씨가 안티파 회원들과의 대화에서 바이든을 위해 선거를 조작했다고 말하는 것이 녹음되었다"는 것은 잘못된 것이며, 그러한 녹음은 없었다고 인정했다.
2021년 12월 22일, 쿠머는 극우 토크쇼 진행자 클레이 클라크와 그의 ReAwaken America Tour 및 ThriveTime 쇼를 상대로 연방 명예훼손 소송을 제기했다.
소송은 피고인들이 순회 공연과 일련의 전국적으로 발표된 인터뷰를 통해 "허위 선거 사기 서사를 상업화"하고 "미국 국민을 속이려는 상상의 음모의 중심에 (에릭) 쿠머를 두려는 끊임없는 거짓말을 유발했다"고 주장한다.
2022년 4월 5일, 쿠머는 마이필로우 CEO 마이크 린델과 그의 회사, 그리고 그의 미디어 플랫폼 프랭크스피치를 상대로 덴버 지방법원에 소송을 제기했다. 이들은 근거 없는 올트만의 주장을 유포하고 "의도적으로 그리고 끈질기게 쿠머를 '배신자'로 명예훼손했다"고 주장했다.
2022년 5월 13일, 콜로라도 주 지방 법원 판사 마리 에이버리 모세스는 트럼프 캠페인, 파월, 줄리아니 및 기타 피고인들이 제기한 소송 기각 신청을 기각했다. 그녀는 쿠머가 재판에서 입증해야 할 실질적 악의의 증거가 있다고 판결했다.
2023년 8월, OANN과 특파원 채널 라이언은 쿠머와 합의에 도달했다.

### 도미니언 보팅 시스템즈 대 폭스 뉴스 네트워크
2021년 3월, 도미니언 보팅 시스템즈는 폭스 뉴스 네트워크를 상대로 16억 달러의 명예훼손 소송을 제기했다. 이들은 폭스 뉴스 프로그램 진행자들과 게스트들이 도미니언의 투표 기계가 당시 도널드 트럼프 대통령으로부터 2020년 미국 대통령 선거를 훔치기 위해 조작되었다는 허위 주장을 했다고 주장했다. 폭스 뉴스는 자신들이 개인들이 말하는 뉴스를 보도했으며, 따라서 헌법 미국 수정 헌법 제1조에 의해 보호받는다고 주장했다. 사전 심리에서 도미니언은 폭스 뉴스의 내부 통신을 공개했으며, 이는 유명 진행자들과 고위 경영진이 네트워크가 허위 사실을 보도하고 있다는 것을 알고 있었지만 계속 그렇게 했다는 것을 보여주었다.
델라웨어 고등법원 판사는 2023년 3월 약식 판결에서 폭스 뉴스가 도미니언에 대해 한 진술 중 어떤 것도 사실이 아니라고 판결했으며, 네트워크가 실질적 악의로 행동했는지 여부를 결정하기 위해 사건을 재판에 회부하도록 명령했다. 재판은 4월 18일에 시작되었으며, 여러 저명한 폭스 뉴스 인사들과 고위 경영진이 증언할 예정이었다. 같은 날 늦게, 사건은 7억 8,750만 달러에 합의되었다.

## 같이 보기
- 전자투표
- 선거 보안
- 직접 기록 전자 투표 기계
- Smartmatic, 영국의 투표 기계 회사